# مانويل بيدرو غوميز
مانويل بيدرو غوميز (بالبرتغالية: Manuel Pedro Gomes‏) لاعب كرة قدم برتغالي دولي، بدأ مسيرته الكروية مع نادي سبورتينغ لشبونة ولعب له 155 مبارا، وفاز معه ببطولة الدوري 3 مرات، مواسم 1961-1962، 1965-1966، 1969- 1970 أما دولياً فلعب مع المنتخب البرتغالي 9 مباريات بين عامي 1964-1970 واعتزل عام 1973 مختتماً مسيرته مع سبورتينغ لشبونة واتجه إلى التدريب بنادي اورينتال البرتغالي موسم 1973–1974 ودرب نادي ماريتيمو 1974–1975 ونادي فارنزي موسم 1975–1976 ونادي ريو أفي موسم 1978–1979 واختتم مسيرته التدريبية مع نادي تورينسي عام 2009

## مسيرته الكروية
لعب مانويل بيدرو غوميز خلال مسيرته الاحترافية مع نادِ واحدٍ في اثنا عشر موسمًا ولم يسجل خلالها أي هدف ضمن 155 مباراة. حيث فاز في ثلاثة مواسم بالكأس وفي ثلاثة مواسم بالدوري.
خاض مانويل بيدرو غوميز مسيرته مع نادي سبورتينغ لشبونة في موسم 1961–62 ليلعب معه اثنا عشر موسمًا، مشاركًا في 155 مباراة ولم يسجل أي هدف.

## روابط خارجية
- مانويل بيدرو غوميز على موقع قاعدة بيانات كرة القدم.إي يو (الإنجليزية)
- مانويل بيدرو غوميز على موقع ناشيونال فوتبول تيمز (الإنجليزية)